# Ferdinand (Mond)
Ferdinand (auch Uranus XXIV) ist der äußerste der 27 bekannten und der äußerste irreguläre Mond des Planeten Uranus. Er ist einer der kleineren natürlichen Satelliten des Planeten.

## Entdeckung und Benennung
Ferdinand wurde am 13. August 2001 durch ein Team bestehend aus den Astronomen Matthew J. Holman, John J. Kavelaars, Dan Milisavljevic und Brett J. Gladman auf fotografischen Aufnahmen ungefähr zur gleichen Zeit wie der innerste bekannte Uranusmond Francisco entdeckt. Die Aufnahmen wurden durch das 4-Meter-Blanco-Teleskop am Cerro Tololo Inter-American Observatory in Chile angefertigt. Bald nach den Aufnahmen, auf denen auch Francisco, Trinculo und eigentlich auch Margaret zu sehen waren, verloren die Astronomen unglücklicherweise die Spur des Mondes wieder, obwohl er auf weiteren Aufnahmen vom 21. September und 15. November und sogar ein Jahr später am 13. August und 5. September 2002 zu sehen war. Da die Umlaufbahn daher nicht gesichert werden konnte, entschied die Internationale Astronomische Union, die Entdeckung nicht zu veröffentlichen. Es war Scott S. Sheppard, der Ferdinand am 24. September 2003 auf Aufnahmen vom 29. bis 30. August mit dem 8,2-Meter-Subaru-Teleskop und vom 20. September 2003 mit dem 8,1-Meter-Gemini-Spiegelteleskop (beide auf Hawaii) von David C. Jewitt und ihm selbst wieder aufspürte. Am 30. September machte Matthew Holman Beobachtungen zur Bestätigung am Las-Campanas-Observatorium in Chile. Die Entdeckung wurde am 1. Oktober 2003 bekannt gegeben; der Mond erhielt zunächst die vorläufige Bezeichnung S/2001 U 2.
Am 29. Dezember 2005 hat der Mond dann den offiziellen Namen Ferdinand erhalten, wie alle irregulären Uranusmonde außer Margaret nach einer Gestalt in William Shakespeares Der Sturm. Ferdinand war der Sohn von Alonso, des Königs von Neapel. Ferdinand heiratet schließlich Prosperos Tochter Miranda und hilft seinem Schwiegervater, dessen verlorenes Herzogtum Mailand wiederzugewinnen.
Bislang wurden alle Uranusmonde nach Figuren von Shakespeare oder Alexander Pope benannt. Die ersten vier entdeckten Uranusmonde (Oberon, Titania, Ariel, Umbriel) wurden nach Vorschlägen von John Herschel, dem Sohn des Uranus-Entdeckers Wilhelm Herschel, benannt. Später wurde die Tradition der Namensgebung beibehalten.

## Bahneigenschaften

Einordnung in die irregulären Monde

Ferdinand umläuft Uranus auf einer retrograden, stark elliptischen Umlaufbahn zwischen 12.500.000 und 29.000.000 km von dessen Zentrum (Große Bahnhalbachse 20.901.000 km). Die Bahnexzentrizität beträgt 0,3993, die Bahn ist 169,79° gegenüber der Ekliptik geneigt. Ferdinand ist über 35 mal so weit von Uranus entfernt wie der äußerste reguläre Mond Oberon.
Bedingt durch die große Distanz zu Uranus und gravitative Störungen durch die Sonne und andere Faktoren sind die Bahnparameter dadurch möglicherweise variabel; der Mond könnte vielleicht auch (wieder) in eine heliozentrische Umlaufbahn gelangen.
Ferdinand ist ein Mitglied der Sycorax-Gruppe, einer Untergruppe der irregulären Monde mit sehr hoher Exzentrizität und hohen Bahnneigungen zwischen 140 und 170°, zu der auch Sycorax, Prospero und Setebos gehören. Innerhalb dieser Gruppe fällt Ferdinand als einziger jedoch durch die um etwa 20° höhere Bahnneigung auf und stellt dadurch eine eigene dynamische Gruppe dar.
Die Umlaufbahn des nächstinneren Mondes Setebos ist im Mittel etwa 3 Millionen km von Ferdinands Orbit entfernt.
Ferdinand umläuft Uranus in rund 2823 Tagen beziehungsweise rund 7,7 Erdjahren. Ferdinand benötigt für einen Umlauf um Uranus also mehr als die Hälfte der Umlaufzeit des Planeten Jupiter um die Sonne.

## Physikalische Eigenschaften
Ferdinand hat einen Durchmesser von geschätzten 20 km, beruhend auf dem für ihn angenommenen Rückstrahlvermögen von 4 %. Die Oberfläche ist damit jedenfalls ausgesprochen dunkel. Seine Dichte wird auf 1,5 g/cm3 geschätzt. Damit dürfte der Mond zum überwiegenden Teil aus Wassereis und silikatischem Gestein zusammengesetzt sein. An seiner Oberfläche beträgt die Schwerebeschleunigung 0,004 m/s2, dies entspricht etwa 0,4 ‰ der irdischen. Ferdinand erscheint im Spektrum in grauer Farbe.

## Entstehung
Es wird angenommen, dass Ferdinand ein eingefangenes Objekt des Kuipergürtels ist und nicht in der Akkretionsscheibe, die das Uranussystem formte, entstanden ist. Es ist denkbar, dass der Mond von einem Kuipergürtelobjekt zunächst zu einem Zentauren wurde und daraufhin durch Uranus eingefangen wurde. Der exakte Einfangmechanismus ist nicht bekannt, doch das Einfangen eines Mondes benötigt die Dissipation von Energie. Die Hypothesen reichen von Einzug von Gas der protoplanetaren Scheibe, Interaktionen im Rahmen des Mehrkörperproblems und Einfang durch die stark anwachsende Masse von Uranus.